# Anosia americanus
Anosia americanus är en fjärilsart som beskrevs av Gunder 1927. Anosia americanus ingår i släktet Anosia och familjen praktfjärilar. Inga underarter finns listade i Catalogue of Life.